# Phyllocladus
Genre
Phyllocladus, appelé communément pin céleri,  est un genre botanique appartenant à la famille des Podocarpaceae.

## Description
Les espèces de Phyllocladus sont généralement des arbres à feuilles persistantes, qui peuvent atteindre une hauteur de 30 m. L'écorce lisse est brun foncé ou noire, et elle se déchire en grandes lanières minces. Les espèces de ce genre diffèrent des autres genres de Podocarpaceae principalement en ce qui a trait aux organes photosynthétiques, au rôle majeur joué par les phylloclades, qui sont des branches vertes plates qui ressemblent à des feuilles et qui assurent la photosynthèse, parce que les feuilles réelles sont réduites à de petites écailles brûnissant peu après leur apparition.
Deux analyses phylogénétiques plus récentes ont placé Phyllocladus (ainsi que Lepidothamnus) dans la famille des Podocarpaceae avec le statut de groupe frère .
Les pousses structurales principales sont vertes pendant deux à trois ans, puis brunissent à mesure que l'écorce s'épaissit. Les feuilles sont clairsemées, minuscules, en forme d'écaille, de 2 à 3 mm de long et vertes pendant seulement une courte période, brunissant rapidement. La photosynthèse est ensuite assurée par les cladodes et les phylloclades, qui forment la plus importante masse de chlorophylle de la plante. Les phylloclades simples sont rhombiques, mesurent de 2 à 5 cm de long et les phylloclades composites mesurent jusqu'à 20 cm de long et sont subdivisés en cinq à quinze phylloclades de 1 à 3 cm de long.
Les espèces de Phyllocladus sont souvent monoïques, mais il existe aussi des populations dioïques. Contrairement à beaucoup de Podocarpaceae, il y a de deux à vingt graines (généralement entre deux et trois) de couleur brun foncé à noire sur chaque écaille du strobile.
Les cônes femelles de graines ressemblent à des drupes, semblables à celles de plusieurs autres genres de Podocarpaceae, notamment les Halocarpus et les Prumnopitys, avec un arille blanc charnu ; les graines sont dispersées par les fientes des oiseaux qui digèrent l'arille mou.

## Répartition

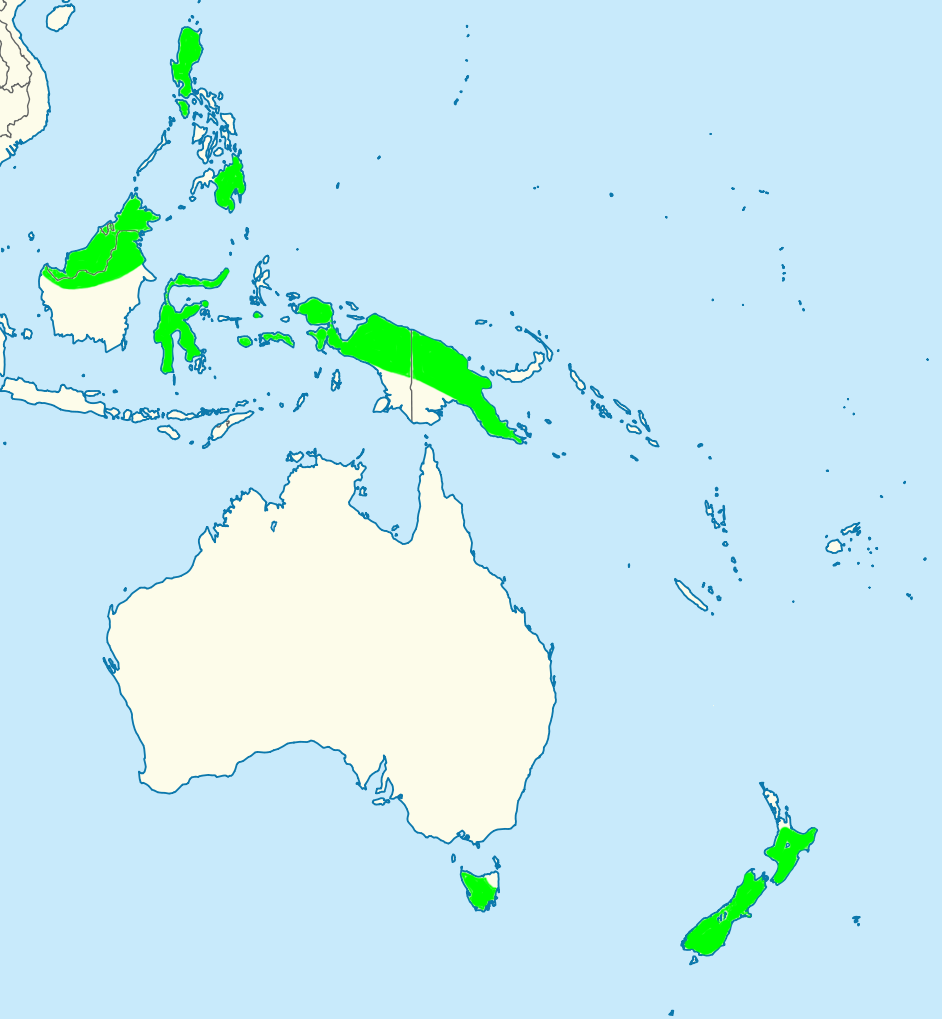
Aire de répartition de Phyllocladus

Les espèces de Phyllocladus se trouvent en Nouvelle-Zélande, en Tasmanie, en Papouasie-Nouvelle-Guinée, à Bornéo et aux Philippines. Ils poussent principalement dans les forêts tropicales et tempérées de 310 à 4 000 m d'altitude.

## Espèces
Les cinq espèces sont génétiquement distinctes et sont probablement apparues depuis 5 à 7 millions d'années.
- Phyllocladus alpinus - Toatoa des montagnes (Nouvelle-Zélande)
- Phyllocladus aspleniifolius - Grand pin céleri (Tasmanie)
- Phyllocladus hypophyllus - Pin céleri de Malaisie (De la Nouvelle-Guinée à Bornéo et aux Philippines)
- Phyllocladus toatoa - Toatoa (Nouvelle-Zélande)
- Phyllocladus trichomanoides - Tanekaha ou Pin céleri à feuilles de fougère[5] (Nouvelle-Zélande)

|  | P. toatoa Molloy                                                                                      |
|  | |
|  | \| \| P. aspleniifolius (de Labillardière) Hooker \| \| \| \| \| \| P. hypophyllus Hooker \| \| \| \| |
|  | |
|  | P. aspleniifolius (de Labillardière) Hooker                                                           |
|  | |
|  | P. hypophyllus Hooker                                                                                 |
|  | |

|  | P. aspleniifolius (de Labillardière) Hooker |
|  |                                             |
|  | P. hypophyllus Hooker                       |
|  |                                             |

|  | P. toatoa Molloy                                                                                      |
|  | |
|  | \| \| P. aspleniifolius (de Labillardière) Hooker \| \| \| \| \| \| P. hypophyllus Hooker \| \| \| \| |
|  | |
|  | P. aspleniifolius (de Labillardière) Hooker                                                           |
|  | |
|  | P. hypophyllus Hooker                                                                                 |
|  | |

|  | P. aspleniifolius (de Labillardière) Hooker |
|  |                                             |
|  | P. hypophyllus Hooker                       |
|  |                                             |

|  | P. toatoa Molloy                                                                                      |
|  | |
|  | \| \| P. aspleniifolius (de Labillardière) Hooker \| \| \| \| \| \| P. hypophyllus Hooker \| \| \| \| |
|  | |
|  | P. aspleniifolius (de Labillardière) Hooker                                                           |
|  | |
|  | P. hypophyllus Hooker                                                                                 |
|  | |

|  | P. aspleniifolius (de Labillardière) Hooker |
|  |                                             |
|  | P. hypophyllus Hooker                       |
|  |                                             |

|  | P. toatoa Molloy                                                                                      |
|  | |
|  | \| \| P. aspleniifolius (de Labillardière) Hooker \| \| \| \| \| \| P. hypophyllus Hooker \| \| \| \| |
|  | |
|  | P. aspleniifolius (de Labillardière) Hooker                                                           |
|  | |
|  | P. hypophyllus Hooker                                                                                 |
|  | |

|  | P. aspleniifolius (de Labillardière) Hooker |
|  |                                             |
|  | P. hypophyllus Hooker                       |
|  |                                             |

|  | P. toatoa Molloy                                                                                      |
|  | |
|  | \| \| P. aspleniifolius (de Labillardière) Hooker \| \| \| \| \| \| P. hypophyllus Hooker \| \| \| \| |
|  | |
|  | P. aspleniifolius (de Labillardière) Hooker                                                           |
|  | |
|  | P. hypophyllus Hooker                                                                                 |
|  | |

|  | P. aspleniifolius (de Labillardière) Hooker |
|  |                                             |
|  | P. hypophyllus Hooker                       |
|  |                                             |

|  | P. toatoa Molloy                                                                                      |
|  | |
|  | \| \| P. aspleniifolius (de Labillardière) Hooker \| \| \| \| \| \| P. hypophyllus Hooker \| \| \| \| |
|  | |
|  | P. aspleniifolius (de Labillardière) Hooker                                                           |
|  | |
|  | P. hypophyllus Hooker                                                                                 |
|  | |

|  | P. aspleniifolius (de Labillardière) Hooker |
|  |                                             |
|  | P. hypophyllus Hooker                       |
|  |                                             |

|  | P. toatoa Molloy                                                                                      |
|  | |
|  | \| \| P. aspleniifolius (de Labillardière) Hooker \| \| \| \| \| \| P. hypophyllus Hooker \| \| \| \| |
|  | |
|  | P. aspleniifolius (de Labillardière) Hooker                                                           |
|  | |
|  | P. hypophyllus Hooker                                                                                 |
|  | |

|  | P. aspleniifolius (de Labillardière) Hooker |
|  |                                             |
|  | P. hypophyllus Hooker                       |
|  |                                             |

|  | P. toatoa Molloy                                                                                      |
|  | |
|  | \| \| P. aspleniifolius (de Labillardière) Hooker \| \| \| \| \| \| P. hypophyllus Hooker \| \| \| \| |
|  | |
|  | P. aspleniifolius (de Labillardière) Hooker                                                           |
|  | |
|  | P. hypophyllus Hooker                                                                                 |
|  | |

|  | P. aspleniifolius (de Labillardière) Hooker |
|  |                                             |
|  | P. hypophyllus Hooker                       |
|  |                                             |

## Source de la traduction
- (en) Cet article est partiellement ou en totalité issu de l’article de Wikipédia en anglais intitulé « Phyllocladus » (voir la liste des auteurs).